# Even Ibsen
Adolph Johannes Even Ibsen (født 24. marts 1833 i København, død 31. maj 1891) var en dansk farmaceut og brygger.
Even Ibsen var uddannet cand.pharm. og var først brygmester på Bryggeriet Svanholm. Derfra kom han 1. oktober 1874 til at stå i spidsen for et konsortium, som bestyrede Bryggeriet i Rahbeks Allé. I sin tid som leder her fik han vendt en begyndende nedgang til fremgang, da han også begyndte at satse på undergærede øltyper. 1. oktober 1880 fratrådte han og blev i stedet leder af Bryggeriet Frederiksberg.
Han blev gift 4. juli 1865 i Reformert Kirke med Thora Pauline Bønecke (1845-1902) og var far til Axel Ibsen og cand.polyt. Even Bønecke Ibsen (1873-1945), far til direktør Even Bønecke Ibsen (1903-1988).